# Mimacraea neavei
Mimacraea neavei är en fjärilsart som beskrevs av Eltringham 1909. Mimacraea neavei ingår i släktet Mimacraea och familjen juvelvingar. Inga underarter finns listade i Catalogue of Life.